# Micul Nor al lui Magellan

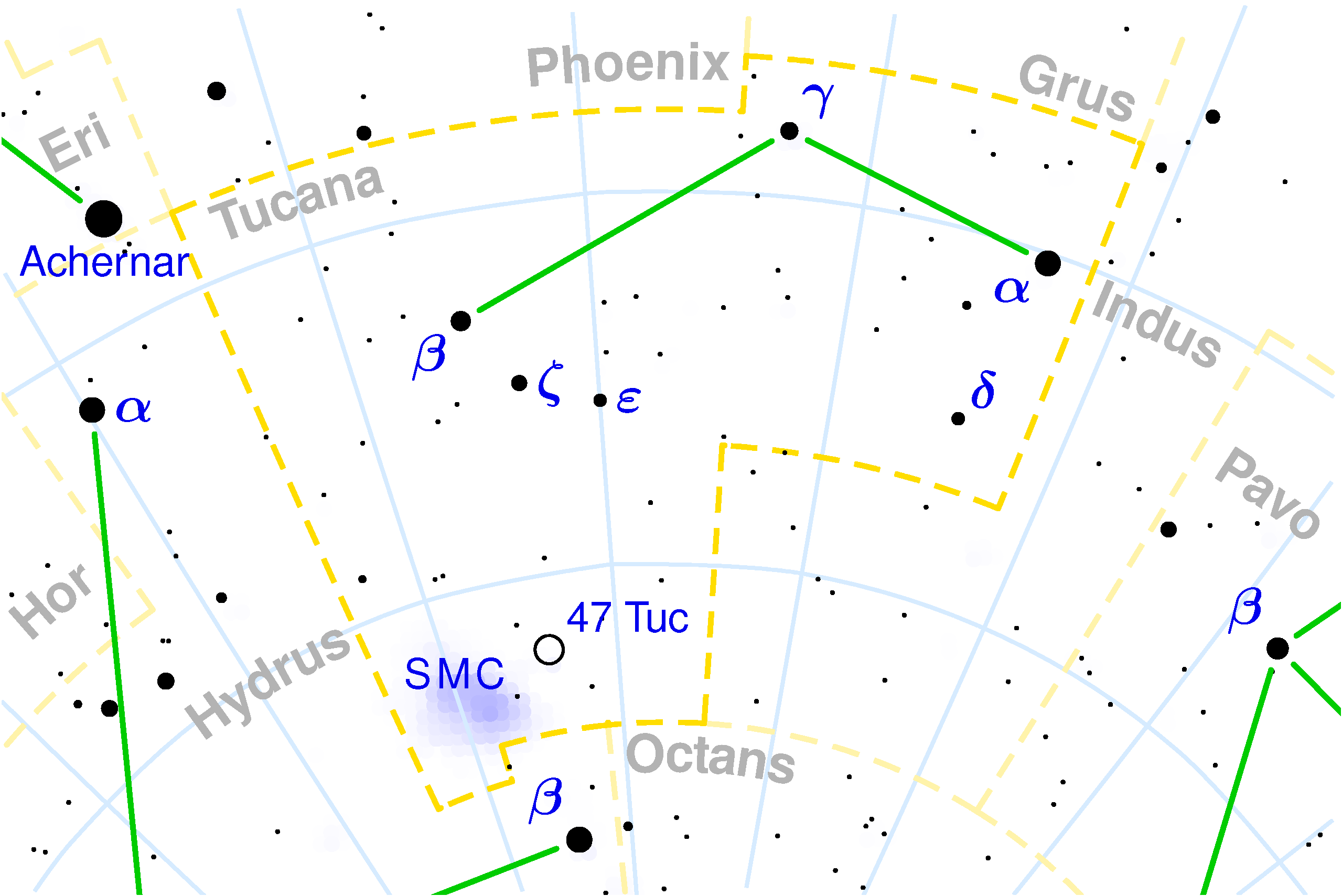
Constelația Tucanul cu Micul Nor al lui Magellan (notat SMC)

Micul Nor al lui Magellan (cunoscut și ca NGC 292) este o galaxie pitică. Acesta are un diametru de circa 7.000 de ani-lumină și conține mai multe sute de milioane de stele. Micul Nor al lui Magellan are o masă totală de aproximativ 7 miliarde de ori masa Soarelui nostru.
Unii oameni de știință speculează ca Micul Nor al lui Magellan a fost odată o galaxie spiralată care a fost influențată de către Calea Lactee să devină oarecum neregulată. Acesta galaxie conține o structură centrală în formă de bară.
Aflându-se la o distanță de aproximativ 200.000 de ani-lumină, este unul dintre vecinii cei mai apropiați ai Galaxiei Noastre. Acesta este, de asemenea, unul dintre obiectele cele mai îndepărtate care pot fi observate cu ochiul liber. 
Cu o declinație medie de aproximativ -73 de grade, acestă galaxie poate fi observată numai din emisfera sudică și la latitudini mai joase din emisferă nordica. Acesta este situată în constelația Tucanul și apare ca o pată tulbure de lumină pe cerul noptii având aproximativ 3 grade. Pare ca un obiect detașat din Calea Lactee. Din moment ce are o suprafață de luminozitate foarte scăzută, poate fi observată cel mai bine în locurile întunecoase departe de luminile orașelor.
Micul Nor al lui Magellan formează o pereche cu Marele Nor al lui Magellan, care se află la 20 de grade spre est. Micul Nor al lui Magellan este un membru a Grupului Local.
Micul Nor al lui Magellan este legat de Marele Nor printr-un pod de gaze și de stelele denumit Podul Magellanic. El contribuie în general la Curentul Magellanic, o structură smulsă celor doi Nori de către forțele de maree galactică ale Căii Lactee.

## Legături externe
- NASA Extragalactic Database entry on the SMC
- SEDS entry on the SMC
- SMC at ESA/Hubble Arhivat în 27 septembrie 2007, la Wayback Machine.
- Astronomy Picture of the Day 2010 January 7 The Tail of the Small Magellanic Cloud - Likely stripped from the galaxy by gravitational tides, the tail contains mostly gas, dust, and newly formed stars.
- A stellar over-density associated with the Small Magellanic Cloud

Coordonate:  00h 52m 44.8s, −72° 49′ 43″